# Slag bij Huara
De Slag bij Huara vond op 17 februari 1891 plaats tijdens de Chileense Burgeroorlog, in het noorden van het land. Het regeringsleger, bestaande uit 900 man, stond onder bevel van kolonel Eulogio Robles en het rebellenleger, dat over 1200 man kon beschikken, werd aangevoerd door kolonel Estanislao del Canto.
De strijd nam in totaal vier uur in beslag, en ondanks het feit dat het regeringsleger minder manschappen telde dan de rebellen, wist het toch de overwinning te behalen.

## Bron
- Kunz, Hugo: Der Bürgerkrieg in Chile : mit Porträts, Karten und Plänen. F. A. Brockhaus, Leipzig 1892, p. 41

Zapiga · Alto Hospicio · Punitaqui · Pisagua · Dolores · Huara · Aduana Iquique · Itata-incident · Pozo Almonte · Valparaíso · Caldera · Vallenar · Slachting bij Lo Cañas · Concón · Viña del Mar · Placilla · Baltimorecrisis